# Erdoesina alboannulata
Erdoesina alboannulata är en stekelart som först beskrevs av Julius Theodor Christian Ratzeburg 1852.  Erdoesina alboannulata ingår i släktet Erdoesina och familjen puppglanssteklar. Inga underarter finns listade i Catalogue of Life.